# Nemeritis siciliensis
Nemeritis siciliensis är en stekelart som beskrevs av Horstmann 1994. Nemeritis siciliensis ingår i släktet Nemeritis och familjen brokparasitsteklar. Inga underarter finns listade i Catalogue of Life.